# سوئیس پرایم سایت
سوئیس پرایم سایت (انگلیسی: Swiss Prime Site) شرکت املاک و مستغلات سوئیسی است، که در سال ۱۹۹۹ توسط کردیت سوئیس تأسیس شد.